# 曽原湖
曽原湖（そはらこ）は、福島県北塩原村にある湖。磐梯朝日国立公園に属する。

## 概要
裏磐梯にある湖では最も小さく、長さ約1.5km、幅約0.4km。山形県道・福島県道2号米沢猪苗代線をはさんで桧原湖の東側にある。桧原湖などの湖沼群と同じく1888年（明治21年）の磐梯山噴火による山体崩壊に伴う川の堰き止めによってできた。流水は湖の南東部から小野川湖に注ぐ。湖にはジュンサイが自生する。
湖には立ち木が生える小島がいくつかある。湖畔および周辺にはキャンプ場、ペンション、民宿があり、近隣には休暇村裏磐梯がある。

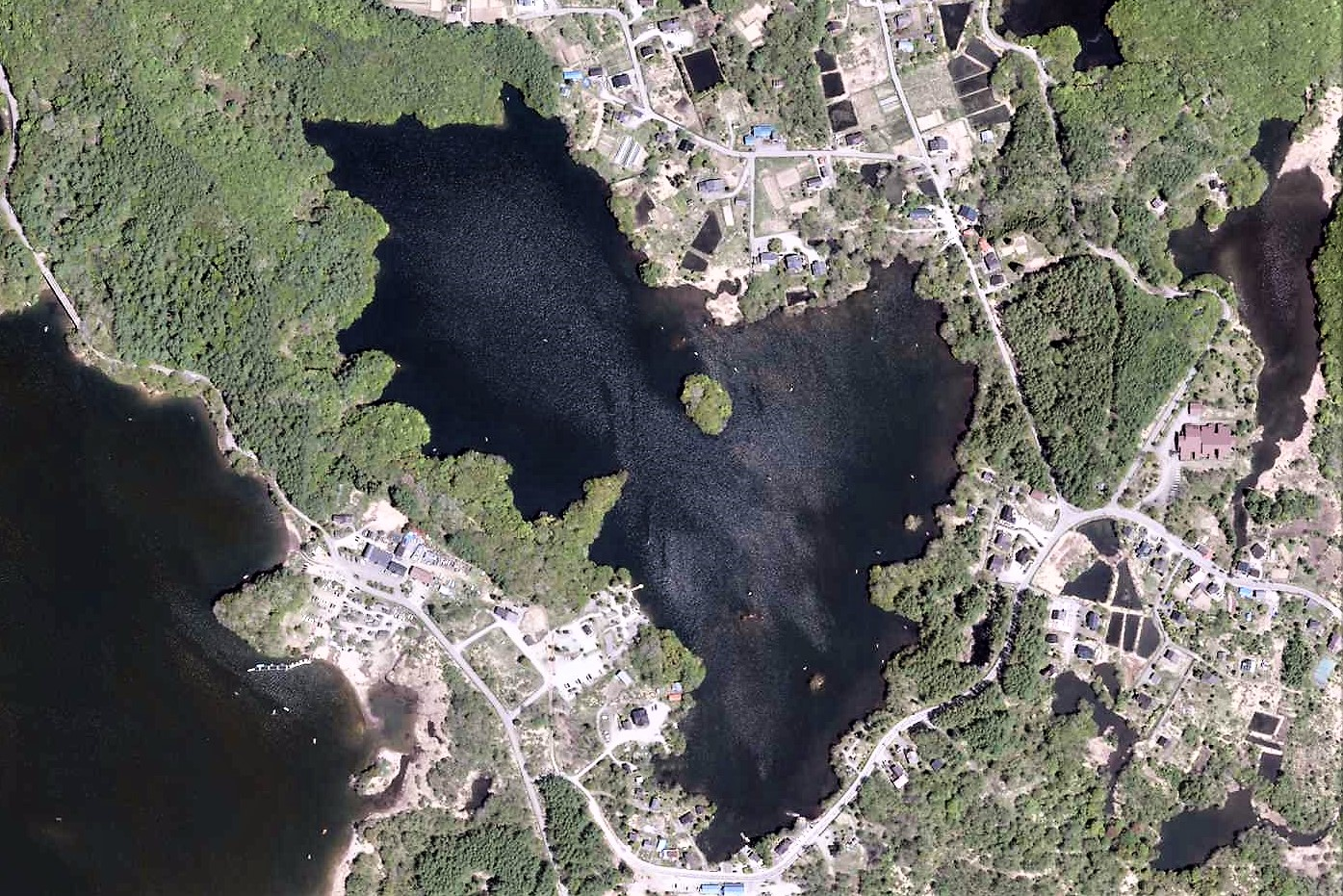
曽原湖周辺の空中写真。国土交通省 国土地理院 地図・空中写真閲覧サービスの空中写真を基に作成。2016年10月撮影。